# Anguillara Veneta
Anguillara Veneta – miejscowość i gmina we Włoszech, w regionie Wenecja Euganejska, w prowincji Padwa.
Według danych na rok 2004 gminę zamieszkiwało 4739 osób, 225,7 os./km².